# NGC 5789
NGC 5789 (również PGC 53414 lub UGC 9615) – galaktyka spiralna z poprzeczką (SBd), znajdująca się w gwiazdozbiorze Wolarza. Odkrył ją William Herschel 21 maja 1802 roku.
W galaktyce tej zaobserwowano supernową SN 2003dl.